# Campbell Walsh
Campbell Walsh, född den 26 november 1977 i Glasgow, Storbritannien, är en brittisk kanotist.
Han tog OS-silver i K-1 i slalom i samband med de olympiska kanottävlingarna 2004 i Aten.